# Сура Аль-Вакіа
Сура Аль-Вакіа (араб. سورة الواقعة‎) або Подія — п'ятдесят шоста сура Корану. Мекканська, містить 96 аятів.